# Ranxeria Wilton

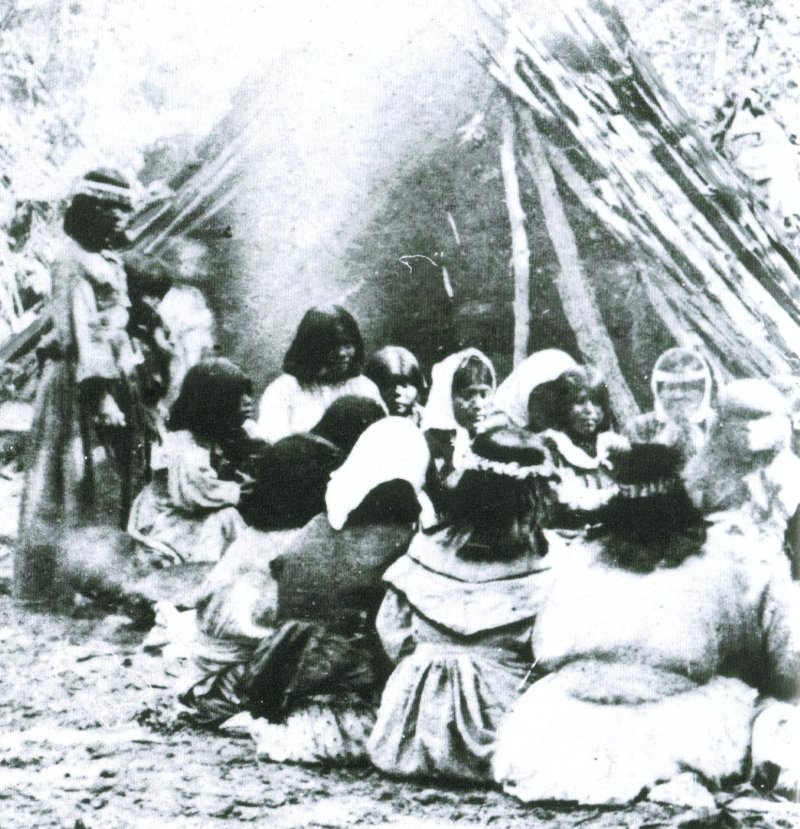
Cerimònia miwok-paiute en 1872 a l'actual Yosemite Lodge

La tribu índia de la ranxeria Wilton és una tribu reconeguda federalment d'amerindis dels Estats Units de la nació miwok. Estaven formats pels miwok de la ranxeria Wilton i la Comunitat índia Me-Wuk de la ranxeria Wilton.
Avui, hi ha aproximadament 600 persones que formen part de la tribu. La ranxeria (o reserva) està formada per 38,5 acres (156.000 m²) de terra situats a la vall del Sacramento, vora la ciutat d'Elk Grove en el Concentració de població designada pel cens de Wilton (Califòrnia).

## Història
Els ancestres dels miwoks de la ranxeria Wilton visqueren durant molts anys en la terra que voreja el riu Cosumnes fins al 1958. Els membres de la tribu són descendents dels miwok de la sierra que vivien a la vall del Sacramento. En la seva pròpia llengua, "mi-wuk" vol dir "gent".
La tribu fou "re-recogneguda" com a tribu federal el 13 de juny de 2009, després de ser terminada en 1958 sota la California Rancheria Act, una política de terminació índia.